# Semiothisa simplicilinea
Semiothisa simplicilinea är en fjärilsart som beskrevs av W. Warren 1905. Semiothisa simplicilinea ingår i släktet Semiothisa och familjen mätare. Inga underarter finns listade i Catalogue of Life.